# Fresnelovo število
Fresnelovo število je brezrazsežno število, ki se uporablja v optiki v teoriji uklona. Označuje se ga z {\displaystyle F\!}. Fresnelovo število pove, kako močan je uklon za določeno aperturo.
Imenuje se po francoskem fiziku Augustin-Jeanu Fresnelu (1788–1827).

## Definicija
Za elektromagnetno valovanje, ki se giblje skozi aperturo in pade na zaslon, je Fresnelovo število definirano kot:
{\displaystyle F={\frac {a^{2}}{L\lambda }}\!\,,}
kjer je:
- {\displaystyle a\!} velikost aperture (npr. polmer),
- {\displaystyle L\!} razdalja zaslona od aperture,
- {\displaystyle \lambda \!} valovna dolžina vpadajoče svetlobe.

V odvisnosti od velikosti Fresnelovega števila se ločita dve vrsti uklona:
- Fraunhoferjev uklon, kadar je {\displaystyle F\ll 1}
- Fresnelov uklon, kadar  je {\displaystyle F\gtrsim 1}

Prvi primer se dobi takrat, ko se opazuje potek žarkov na oddaljenem zaslonu ({\displaystyle L\!} je velik) ali ko je apertura zelo majhna. Drugi primer pa se pojavi, kadar se opazuje potek žarkov na bližnjem zaslonu ({\displaystyle L\!} je majhen) ali, ko je apertura zelo velika.